# Chaparralsparv
Chaparralsparv (Spizella atrogularis) är en fågel i familjen amerikanska sparvar inom ordningen tättingar. Den förekommer i sydvästra USA och Mexiko.

## Kännetecken

### Utseende
Chaparralsparven är en förhållandevis liten (14–15 cm) och slank amerikansk sparv med lång stjärt och liten näbb. Den är enhetligt grå på huvud och undersida, ryggen är streckat brun och näbben är rosafärgad. Arten är den enda i släktet som har tydliga skillnader mellan könenl, där hane i häckningsdräkt har svart ansikte, vilket honan saknar.

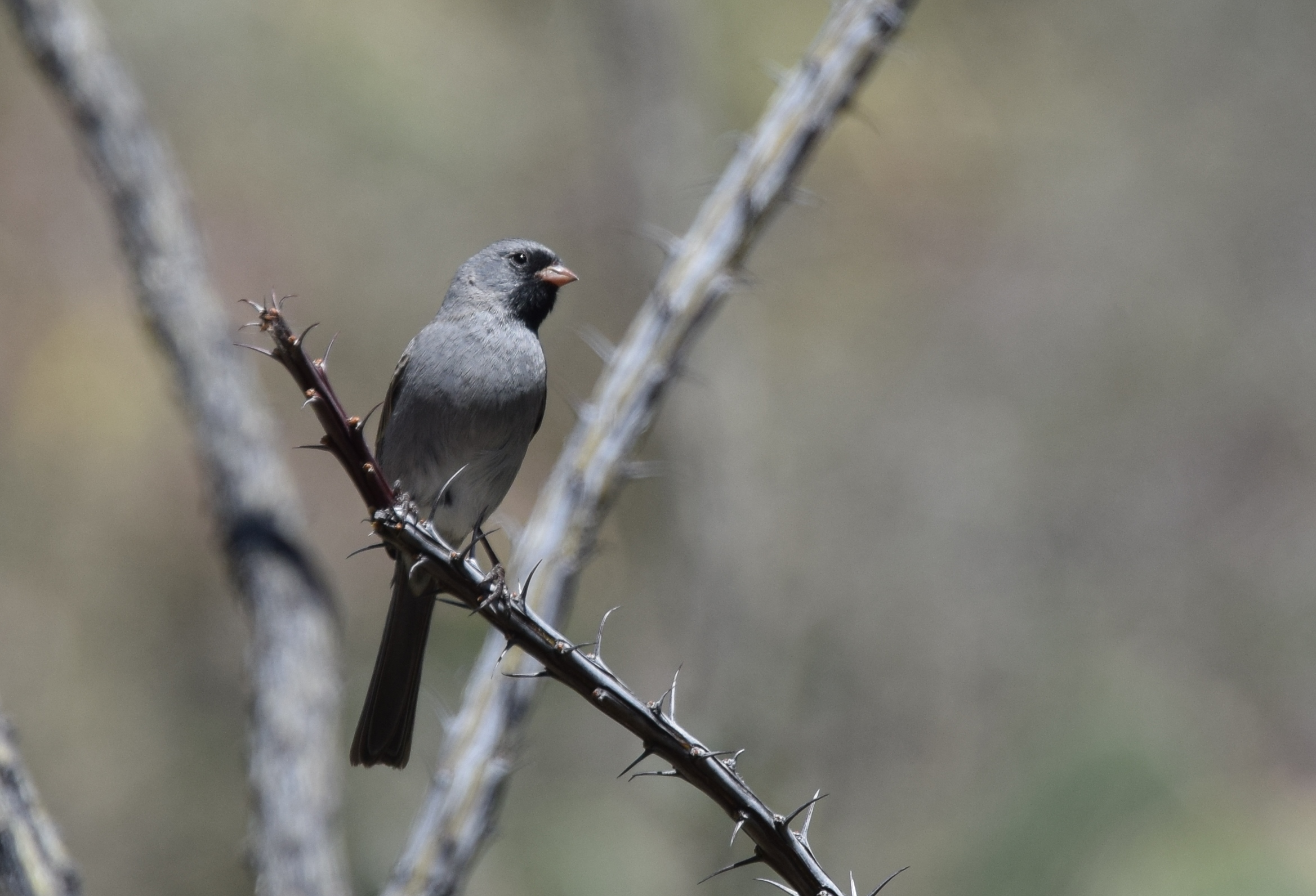
Hane.

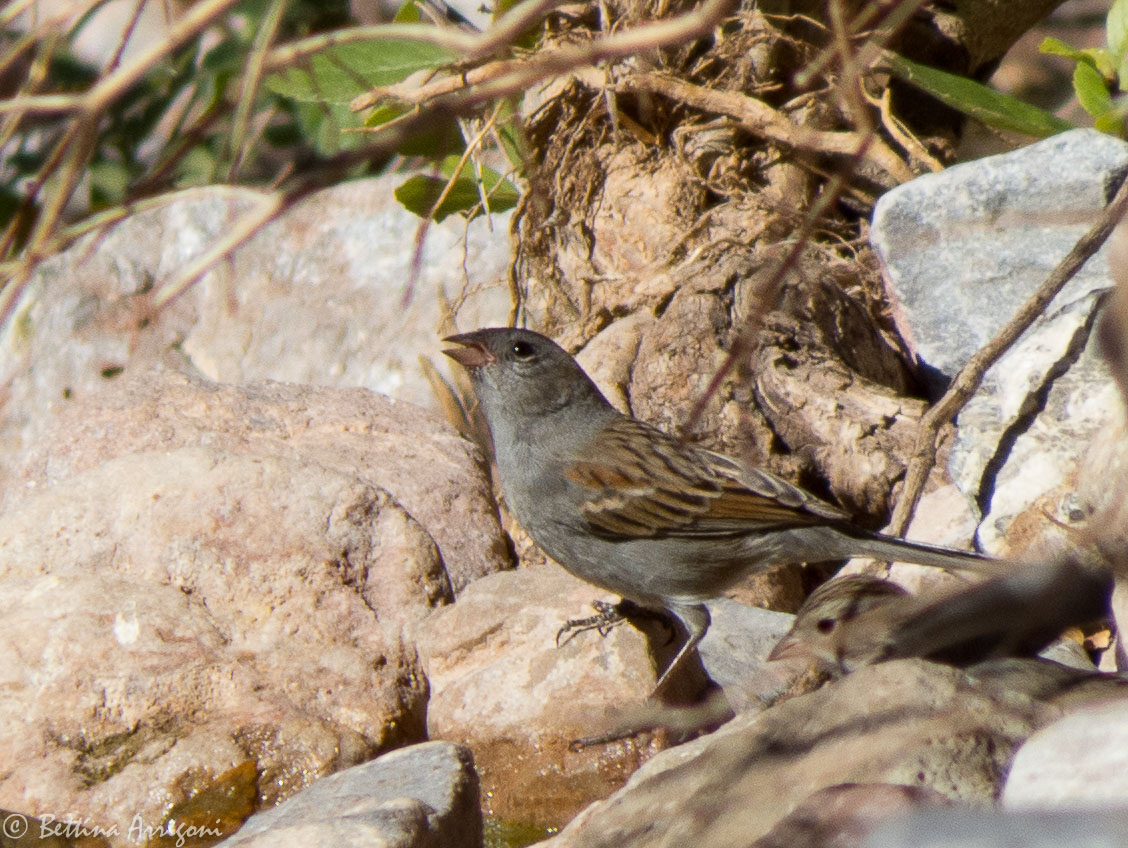
Hona.

### Läten
Sången består av en serie höga och vassa toner som accelererar till en drill. Lätet är ett ljust och svagt "stip".

## Utbredning och systematik
Chaparralsparv delas in i fyra underarter med följande utbredning:
- Spizella atrogularis evura – förekommer i sydöstra Kalifornien till norra Nevada, sydvästra Utah, Arizona, västra Texas och norra Sonora
- Spizella atrogularis caurina – förekommer i kustnära centrala Kalifornien (Contra Costa till San Benito län)
- Spizella atrogularis cana – förekommer i inre kustnära bergen i Kalifornien (Monterey County) till norra Baja
- Spizella atrogularis atrogularis – förekommer på centralplatån i Mexiko (Durango till västra Nuevo Leon och södra Oaxaca)

### Familjetillhörighet
Tidigare fördes de amerikanska sparvarna till familjen fältsparvar (Emberizidae) som omfattar liknande arter i Eurasien och Afrika. Flera genetiska studier visar dock att de utgör en distinkt grupp som sannolikt står närmare skogssångare (Parulidae), trupialer (Icteridae) och flera artfattiga familjer endemiska för Karibien.

## Levnadssätt
Chaparralsparv hittas i just chaparral och liknande torra sluttningar med buskig vegetation. Födan är dåligt känd. Vintertid tros den bestå av frön, sommartid insektslarver. Fågeln häckar från mitten av april till början av juli.

## Status och hot
Arten har ett stort utbredningsområde men tros minska i antal, mellan 1970 och 2014 med 62%. Den anses dock inte minska tillräckligt kraftigt för att den ska betraktas som hotad. Internationella naturvårdsunionen IUCN kategoriserar därför arten som livskraftig (LC). Världspopulationen uppskattas till 1,1 miljoner häckande individer.

## Namn
Chaparral är en sorts buskväxtlighet, framför allt på halvön Baja California och i Kalifornien.